# Shaft il detective
Shaft il detective (Shaft) è un film del 1971 diretto da Gordon Parks, con Richard Roundtree. Usato come modello per i film di blaxploitation, contiene elementi del filone noir.

## Trama
John Shaft è un investigatore privato afroamericano di New York. Egli non è ben visto dagli ambienti criminali del popoloso quartiere di Harlem ed è guardato con sospetto dalla stessa polizia. Gode tuttavia di una certa protezione da parte del tenente Androzzi, al quale più di una volta ha prestato aiuto nella soluzione di casi particolarmente difficili.
Dopo uno scontro con due gangster, in cui uno dei due rimane ucciso, viene portato dal superstite al cospetto di Bumpy Jonas, capo della mafia nera, il quale lo incarica di rintracciargli la figlia Marcy misteriosamente scomparsa. Shaft inizia le indagini su Ben "Lumumba", capo del movimento estremista delle Pantere Nere, che tuttavia risulta estraneo al rapimento. Il detective allora, d'intesa con Bumpy Jonas, decide di servirsi del capo estremista per affrontare i veri rapitori, individuati in una banda di mafiosi bianchi.
Shaft e "Lumumba" penetrano nel quartiere generale dei mafiosi e li debellano in uno scontro a fuoco violento, riuscendo a liberare la ragazza, ma il merito dell'operazione sarà attribuito al tenente Androzzi. Questi tuttavia dovrà affrontare quasi certamente gli scontri che seguiranno tra le bande mafiose.

## Produzione
Secondo alcune fonti, Shaft doveva originariamente avere come protagonista un detective bianco, ma, in seguito al successo di Sweet Sweetback's Baadasssss Song (1971), la sceneggiatura del film sarebbe stata riscritta e il cast ri-selezionato così da inserirsi nel nascente filone della cosiddetta blaxploitation. Il regista-sceneggiatore di Sweetback, Melvin Van Peebles, affermò di avere letto il copione originale di Shaft prima che iniziassero le riprese, confermando tale versione; ciò appare quanto meno dubbio, dato che la base di partenza del film, il romanzo di Tidyman, ha come protagonista un detective nero e non uno bianco.

### Soggetto e sceneggiatura
Il film è l'adattamento dell'omonimo romanzo di Ernest Tidyman; la sceneggiatura venne scritta dallo stesso Tidyman, coadiuvato da John D. F. Black, che lo aiutò a stenderla secondo i canoni cinematografici. Ernest Tidyman, bianco, prima di divenire uno scrittore di racconti, era un redattore al New York Times. Vendette i diritti del libro alla produzione di Shaft, mostrandone alcune pagine allo studio (il romanzo non era stata ancora pubblicato). Tidyman venne premiato dalla NAACP per il suo lavoro sul film e sui libri di Shaft.

## Accoglienza
Il film fu un successo al botteghino, con un totale di incassi di 12000000 $, mentre la spesa fu molto inferiore: 1125000 $. Vinse un Oscar per la miglior canzone per Shaft's Theme, composta da Isaac Hayes. Ricevette una nomination all'Oscar per la migliore colonna sonora.

## Critica
Il personaggio di Shaft è un insieme di stereotipi sul detective: determinazione, arguzia e forza, tutti piuttosto pronunciati. John Shaft viene ritratto come un personaggio quasi sensuale, sicuro di sé, autorevole. Nel suo essere razionale, sicuro e dalla parte della giustizia, Shaft tende a smentire gli stereotipi ancora diffusi all'epoca, secondo cui i neri erano solo spacciatori, papponi o gangster.
In particolare, una scena enfatizza l'afrocentrismo di Shaft: il sergente Androzzi (un detective di polizia) paragona il colore della pelle di Shaft a quello di una penna Bic, dicendo «Non puoi essere così nero». Shaft replica, mentre tiene una tazza di caffè in mano, dicendo «Tu non potrai mai essere così bianco».

## Sequel
Vennero realizzati due sequel: Shaft colpisce ancora nel 1972 e Shaft e i mercanti di schiavi nel 1973. Ai film venne affiancata una serie televisiva omonima con Roundtree nel ruolo di Shaft. La serie venne trasmessa dalla CBS tra il 1973 e il 1974.
Nel 2000, venne realizzato un ulteriore sequel con Samuel L. Jackson nel ruolo del nipote del detective John Shaft. In Shaft è presente anche Roundtree nel ruolo di John Shaft, detective privato, che prova ad avvicinare suo nipote.

## Riconoscimenti
Nel 2000 è stato scelto per essere conservato nel National Film Registry della Biblioteca del Congresso degli Stati Uniti.
- 1972 - Premi Oscar
  - Migliore canzone originale per Theme from Shaft a Isaac Hayes
  - Candidatura per la migliore colonna sonora - drammatica a Isaac Hayes

- 1972 - Golden Globe
  - Migliore colonna sonora originale a Isaac Hayes
  - Candidatura per la migliore canzone originale per Theme from Shaft a Isaac Hayes